# Atlantik (eksperimentalfilm)
Atlantik er en dansk eksperimentalfilm fra 2006 instrueret af Morten Meldgaard.

## Handling
En musikfilm bestående af otte lyd- og billedspor, svarende til en Cd eller Lp. Hverken filmmusik eller musikvideo, men et tyst værk der udnytter billedets og musikkens fælles kraft.